# ميرزانق
ميرزانق هي قرية في مقاطعة نمين، إيران. عدد سكان هذه القرية هو 555 في سنة 2006.